# Харино (Бабушкинский район)
Харино — деревня в Бабушкинском районе Вологодской области.
Входит в состав Тимановского сельского поселения, с точки зрения административно-территориального деления — в Тимановский сельсовет.
Расстояние по автодороге до районного центра села имени Бабушкина составляет 48 км, до центра муниципального образования Тимановой Горы — 5 км. Ближайшие населённые пункты — Чупино, Пожарище, Варнавино.
Упоминается по состоянию на 1859 г. в списке населённых пунктов Вологодской губернии под номером 9794. Приводимые там сведения:

9794. Харино, деревня казённая, расположена при рѣкѣ Илезѣ, въ 65 верстахъ отъ уѣзднаго города; содержитъ 38 дворовъ, населеніе составляютъ 111 мужчинъ и 120 женщинъ; въ поселеніи имѣется Сельское управленіе.
До революции Харино было административным центром Харинской волость Тотемского уезда.
В 1867-1868 гг. волостной старшиной Харинской волости был некто Фёдор Иванович Поповский.
В 1906 г, согласно «Списку лиц ... , имеющих право участвовать в Предварительном Съезде по выборам в Государственную Думу по Тотемскому уезду», в деревне Харино были:
- Мельница (владелец — Иван Худяков)[7]:16
- Мельница (владелец — Семён Худяков)[7]:16
- Овчинное заведение (владелец — Тит Феофанович Шалаевский)[7]:16

Население по данным переписи 2002 года — 62 человека (30 мужчин, 32 женщины). Всё население — русские.
В Харино расположен памятник архитектуры амбар-мангазея.